# Mauricio Pešutić
Mauricio Santiago Pešutić Pérez (pronunciado [ˈpeʃutitʃ]; Punta Arenas, Magallanes, 3 de mayo de 1948) es un actor, dramaturgo y director de teatro chileno, de larga trayectoria. Reconocido por su gran versatilidad, ha interpretado todo tipo de personajes que van desde la comedia a dramas, pero se ha destacado principalmente por sus personajes un tanto oscuros o picarescos. Por sus cualidades interpretativas se ha sabido mantener vigente en el mundo televisivo.
Pesutic es conocido por sus interpretaciones en exitosas telenovelas como Los títeres, Semidiós, Matilde dedos verdes, Trampas y caretas, Jaque mate, Estúpido cupido, Sucupira, Tic tac, Aquelarre, Santo ladrón, Amores de mercado, Purasangre, Pecadores, Martín Rivas, El laberinto de Alicia y Pituca sin lucas. En 2001 fue distinguido como mejor actor de reparto en los Premios APES, así como en 2002 recibió el Premio Altazor como mejor actor de televisión. Fue seleccionado como el «noveno mejor actor chileno de todos los tiempos» por la lista Chile elige, en 2006.

## Primeros años
Nacido como Mauricio Santiago Pešutić Pérez en Punta Arenas el 3 de mayo de 1948, es descendiente de inmigrantes españoles por parte materna y de inmigrantes croatas por parte paterna. En su juventud se traslada a Concepción para estudiar ingeniería en matemáticas pero se dio cuenta de que podría dedicarse a algún arte, como medio de expresión artística y audiovisual. Fue tras el cuarto año de carrera que decidió radicarse en Santiago y estudiar cine en la Escuela de Artes de la Comunicación de la Universidad Católica de Chile (EAC). 

### Matrimonios, relaciones e hijos
Entre 1974 y 1980 mantuvo una relación sentimental con la actriz Malucha Pinto. Estuvo casado con la actriz uruguaya Liliana García de 1987 a 1992. Luego con la periodista Verónica Neuman. Tiene cinco hijos: Macarena, Vicenta, Simón, Jacinta y Trinidad.

## Vida artística
En la escuela de cine, Pesutic se dio cuenta de la necesidad de conocer sobre la actuación y decidió estudiar teatro. De pronto, junto Raúl Osorio, formó el Taller de Investigación Teatral (TIT), con las participaciones de Rodolfo Bravo, Luz Jiménez, Soledad Alonso, Loreto Valenzuela, José Luis Olivarí y Myriam Palacios, participando activamente en la creación de obras teatrales como Los payasos de la esperanza (1977), Domingo Isidro Nosé Antonio (1984), Marengo, boceto sobre una muerte (1988) y Tres Marías y una Rosa (1989).
Se ha desempeñado como guionista y director de tres cortometrajes durante la década de 1970. Ha realizado trabajos en cine, teatro y televisión.
Se inscribió como candidato independiente apoyado por Acción Humanista (en lista del Partido Comunista de Chile a las elecciones de convencionales constituyentes de 2021, en el distrito 11 (Las Condes, Vitacura, Lo Barnechea, La Reina y Peñalolén), formando parte del pacto Apruebo Dignidad, no resultando electo. 

## Filmografía

### Cine
| Año  | Películas                                  | rol                 |
| ---- | ------------------------------------------ | ------------------- |
| 1984 | Hecho pendiente                            |                     |
| 1988 | La estación del regreso                    | Cuñado              |
| 1989 | Todo por nada                              | Joaquín             |
| 1990 | Caluga o menta                             | Dealer              |
| 1990 | La telenovela errante                      |                     |
| 1998 | Aventureros del fin del mundo              |                     |
| 1999 | Cinco marineros y un ataúd verde           | Cantinero           |
| 2000 | Tierra del Fuego                           |                     |
| 2000 | Coronación                                 | Don Ramón           |
| 2002 | El fotógrafo                               |                     |
| 2006 | Rojo                                       | Bernardo Hidalgo    |
| 2007 | Mirageman                                  | Juan Moli           |
| 2008 | Mansacue                                   | Sergio              |
| 2009 | Desorejado                                 | Diego de Almagro    |
| 2013 | Tráiganme la cabeza de la mujer metralleta | Mekano              |
| 2013 | Maknum González                            | Maknum González     |
| 2015 | Toro loco: Sangriento                      | Señor Beldemar      |
| 2022 | 1976                                       | Eugenio             |
| 2023 | Penal Cordillera                           | Marcelo Moren Brito |

### Telenovelas
| Año       | Título                         | Papel                                | Canal               |
| --------- | ------------------------------ | ------------------------------------ | ------------------- |
| 1982      | Alguien por quien vivir        | Javier                               | Canal 13            |
| 1983      | El juego de la vida            |                                      | Televisión Nacional |
| 1984      | Los títeres                    | Néstor Vera                          | Canal 13            |
| 1985      | La trampa                      | Fabián                               | Canal 13            |
| 1985      | El prisionero de la medianoche | Gabriel De la Cruz                   | Canal 13            |
| 1986      | Secreto de familia             | Arturo Hözka                         | Canal 13            |
| 1987      | La última cruz                 | Ramiro                               | Canal 13            |
| 1988      | Semidiós                       | Alberto Peralta                      | Canal 13            |
| 1988      | Matilde dedos verdes           | Cristián Ariztía                     | Canal 13            |
| 1989      | La intrusa                     | Gastón Lorca                         | Canal 13            |
| 1990      | ¿Te conté?                     | Jorge Ibáñez                         | Canal 13            |
| 1991      | Villa Nápoli                   | Sebastián Fló                        | Canal 13            |
| 1992      | Trampas y caretas              | Vittorio Briceño                     | Televisión Nacional |
| 1993      | Jaque mate                     | Rodolfo Möller                       | Televisión Nacional |
| 1994      | Rompecorazón                   | Baltazar Plaza                       | Televisión Nacional |
| 1995      | Estúpido cupido                | Padre Xavier Benítez                 | Televisión Nacional |
| 1995      | Juegos de fuego                | Leandro Serrano                      | Televisión Nacional |
| 1996      | Sucupira                       | Renato Montenegro                    | Televisión Nacional |
| 1996      | Loca piel                      | Hernán Cañas                         | Televisión Nacional |
| 1997      | Tic Tac                        | Ángel Mendizábal / Ángela Smith      | Televisión Nacional |
| 1998      | Borrón y cuenta nueva          | Gregorio Urrutia                     | Televisión Nacional |
| 1999      | La fiera                       | César Rebolledo                      | Televisión Nacional |
| 1999      | Aquelarre                      | Prudencio Barraza                    | Televisión Nacional |
| 2000      | Santo ladrón                   | Tiberio Carpio                       | Televisión Nacional |
| 2001      | Amores de mercado              | Chingao Solís                        | Televisión Nacional |
| 2002      | Purasangre                     | Recaredo Oyarzún                     | Televisión Nacional |
| 2003      | Pecadores                      | Rigoletto Morandé                    | Televisión Nacional |
| 2004      | Destinos cruzados              | Carlotto Squella                     | Televisión Nacional |
| 2005      | Versus                         | Chumango Chaparro                    | Televisión Nacional |
| 2006      | Cómplices                      | Gonzalo Mardones                     | Televisión Nacional |
| 2006      | Floribella                     | Antonio Tagliati                     | Televisión Nacional |
| 2007      | Corazón de María               | Sansón Ceballos                      | Televisión Nacional |
| 2007      | Amor por accidente             | Dussan Marinović                     | Televisión Nacional |
| 2008      | Viuda alegre                   | Sandro Zapata                        | Televisión Nacional |
| 2009      | ¿Dónde está Elisa?             | Néstor Salazar                       | Televisión Nacional |
| 2010      | Martín Rivas                   | Dámaso Encina y Fontecilla           | Televisión Nacional |
| 2011      | El laberinto de Alicia         | Vladímir Navarenko                   | Televisión Nacional |
| 2011–2012 | Su nombre es Joaquín           | Dionisio Silva                       | Televisión Nacional |
| 2012–2013 | Pobre rico                     | Juan Carlos Pérez                    | Televisión Nacional |
| 2013      | Socias                         | Ricardo Ossandón                     | Televisión Nacional |
| 2014–2015 | Pituca sin lucas               | José Antonio Risopatrón              | Mega                |
| 2016      | Pobre gallo                    | Padre Alamiro Armijo / Amador Armijo | Mega                |
| 2017–2018 | Verdades ocultas               | Mario Verdugo                        | Mega                |
| 2019      | Río oscuro                     | Francisco Javier Guzmán              | Canal 13            |
| 2021      | La torre de Mabel              | Julio Ortega                         | Canal 13            |
| 2024–2025 | Juego de ilusiones 2           | Rodolfo Millán                       | Mega                |

### Series y miniseries
| Año       | Serie                           | Personaje           | Canal       |
| --------- | ------------------------------- | ------------------- | ----------- |
| 1992      | Estrictamente sentimental       |                     | TVN         |
| 1998-1999 | Sucupira, la comedia            | Renato Montenegro   | TVN         |
| 1998      | Mi abuelo, mi nana y yo         | Álvaro Barros Arana | TVN         |
| 2001      | La vida es una lotería          |                     | TVN         |
| 2015      | El bosque de Karadima, la serie | Padre Pellegrini    | Chilevisión |
| 2023      | Baby Bandito                    | El carnicero        | Netflix     |

### Publicidad
- ENO (1989, protagonista del comercial).

### Teatro
como Actor
- 1977-2001 - Los payasos de la esperanza.
- 1992 - El rey Lear.
- 2006 - Padre, dirigida por Héctor Noguera.
- 2007 - Hedda Gabler, dirigida por Víctor Carrasco.

como Director
- Antonio, No sé, Isidro, Domingo, 1984. Teatro UC.
- Esperando a Godot, 1994. Teatro UC.

## Premios y nominaciones
Premios
- 2001 - Premio APES al mejor actor de reparto por Amores de mercado.
- 2003 - Premio Altazor al mejor actor de televisión por Purasangre.
- 2011 - Premio Fotech al mejor actor de reparto por El laberinto de Alicia.

Nominaciones
- 2000 - Nominado a Premio Altazor al mejor actor de televisión por Aquelare.
- 2001 - Nominado a Premio Altazor al mejor actor de televisión por Santo ladrón.
- 2002 - Nominado a Premio Altazor al mejor actor de televisión por Amores de mercado.

Reconocimientos
- 2006 - Noveno Mejor actor de todos los tiempos por Chile elige.